# 解説委員室
『解説委員室』（かいせついいんしつ）は、1990年4月2日から1994年4月1日までNHK教育テレビジョンで放送されていたニュース・解説番組である。

## 概要
キャスターによる「きょうのニュース」と併せて、日替わりでNHK解説委員がテーマを元に解説した  。　

## 放送時間
- 月曜日 - 金曜日 20:45 - 21:00

## 出演者
- 小室広佐子